# Ridderorden in Macau

Wapen met lotusbloem

De voormalige Portugese kolonie Macau heeft nadat het als "Macau Special Administrative Region" een autonoom gebied binnen China werd eigen onderscheidingen ingesteld. De Volksrepubliek China heeft weinig of geen decoraties. 
- De Orde van de Lotus
- De Orde van Verdienste